# The Krotons
The Krotons (Les Krotons) est le quarante-septième épisode de la première série de la série télévisée britannique de science-fiction Doctor Who, diffusé pour la première fois en quatre parties hebdomadaires du 28 décembre 1968 au 18 janvier 1969. Cet épisode est le premier écrit par le scénariste Robert Holmes qui deviendra un des auteurs les plus prolifiques de la série.

## Accroche
Le Docteur et ses compagnons arrivent sur la planète des Gonds. Ceux-ci semblent tirer leur sagesse des Krotons des créatures qui ne quittent jamais leur vaisseau et n'acceptent que très peu d'élus à les rejoindre. Mais qui sont les Krotons ?

## Casting
- Patrick Troughton — Le Docteur
- Frazer Hines — Jamie McCrimmon
- Wendy Padbury — Zoe Heriot
- James Copeland — Selris
- James Cairncross — Beta
- Gilbert Wynne — Thara
- Philip Madoc — Eelek
- Terence Brown — Abu
- Madeleine Mills — Vana
- Richard Ireson — Axus
- Maurice Selwyn — Custodian
- Bronson Shaw — Étudiant
- Roy Skelton, Patrick Tull — Voix des Krotons
- Robert La'Bassiere, Miles Northover — Les Krotons

## Résumé
Sur une planète dont le nom n'est pas donnée, une race alien nommée les Gonds fêtent les Krotons, des êtres mystérieux qui semblent résider dans un vaisseau. Les Krotons demandent tous les ans que deux d'entre eux, les plus intelligents, viennent les rejoindre en tant que « compagnons ». Seul, Thara, le fils du chef Selris, s'oppose à cette pratique, car ceux partis voir les Krotons ne sont plus jamais revenus. Le Docteur, Jamie et Zoe à leur arrivée sur leur planète sont témoins du meurtre de l'un de ces Gonds « élu », Abu, par les tirs d'armes des Krotons. Ils interviennent pour sauver Vana, la compagne de Thara, sélectionnée elle aussi par les Krotons et dans un état léthargique depuis son passage dans le vaisseau des Krotons. Alertant Selris, le Docteur apprend que les Gonds sont sous l'influence des Krotons depuis des millénaires et que leur seul savoir vient de ce qu'ils veulent bien leur enseigner. Dans un état d'esclavagisme « auto-perpétué » leurs armes sont rudimentaires et l'enseignement de la chimie non autorisée. Le Docteur comprend aussi que les Krotons, à leur arrivée, ont relâché un gaz dans l'atmosphère extérieure, transformant la planète en territoire mort et obligeant les Gonds à vivre sous terre. 
Thara prend la tête d'une révolte visant à détruire les machines d'apprentissage Kroton. Un bruit strident retentit tandis qu'une machine animée par les Krotons détecte le Docteur comme l'un des leaders. Les Gonds cesse leur émeute et le Docteur et Selris s'en vont enquêter dans les souterrains. Profitant de l'absence du Docteur, Zoe utilise la machine d'apprentissage qui la sélectionne pour faire partie des « compagnons » des Krotons. En prenant connaissance, le Docteur utilise le même processus et tous deux explorent le vaisseau des Krotons, le Dynatrope. À peine ont-ils passés la porte qu'ils sont sujets à une attaque mentale. Zoe comprend que les Krotons ont trouvé un moyen de transformer l'énergie mentale en énergie et le Docteur prend des mesures chimiques du monde des Krotons. Leur expérience aboutit involontairement à la création de deux Krotons, des créatures métalliques à l'intérieur du vaisseau. Alors que le Docteur et Zoe (les "cerveaux puissants") réussissent à s'enfuir, les Krotons prennent Jamie, qui s'est introduit dans le vaisseau, en otage. 
Pendant ce temps, Eelek et Axus, deux anciens conseillers de Selris tentent de commencer une révolution contre les Krotons, afin de permettre aux Gonds de reprendre le pouvoir. Malgré le désaccord de Selris, ils décident de s'attaquer aux fondations de la salle des machines, mais se retrouvent vite sous la menace des Krotons. Eelek négocie avec les Krotons : ceux-ci devront leur livrer les "cerveaux puissants" en échange de quoi, les Krotons s'engagent à partir de leur planète. Jamie parvient à s'enfuir mais malgré ses avertissements, Zoe et le Docteur sont tout de même capturés et amenés dans le Dynatrope. Ils parviennent à vaporiser de l'acide (mortel pour les Krotons dont l'élément principal est le tellurium) dans l'environnement du vaisseau, tandis que Jamie et Beta (un des scientifiques Gonds) attaque le vaisseau à l'acide sulphurique ce qui le détruit totalement. 
Selris mort en fournissant de l'acide au Docteur, les Gonds, enfin libre, Thara décide de reprendre la place de chef qu'Eelek a usurpé (mais l'on ne saura jamais s'il y parvient). Le Docteur et ses compagnons en profitent pour disparaître.

## Continuité
- On apprend que le TARDIS possède un système, le HADS (Hostile Action Displacement System) qui le déplace automatiquement en cas d'attaque ennemie. Ce système fera sa réapparition en 2013 dans l'épisode « Destruction mutuelle assurée ».

## Production

### Scénarisation
À l'origine de cet épisode se trouve "The Trap" un scénario pour un téléfilm de science fiction proposé par le scénariste Robert Holmes en 1965. Le projet est rejeté par la BBC qui propose au scénariste de transformer en un épisode de Doctor Who. Holmes travaille alors avec le script-éditor (le responsable des scénarios) de la série de l'époque, Donald Tosh mais le script n'est pas prêt à temps. À l'origine, le script de "The Trap" raconte comment le Docteur et ses compagnons sont recrutés, sans le savoir par un groupe d'extra-terrestre souhaitant remettre à flot leur vaisseau. Seulement, les Krotons ressemblent bien trop aux Mechanoïdes apparaissant dans l'épisode « The Chase » et le script est abandonné lorsque Holmes part travailler pour la série "Private Eye"
En 1968, Holmes nettoie quelques vieux dossiers et retombe sur le script. Il le repropose au nouveau script-éditor de la série Derrick Sherwin et à son assistant Terrance Dicks. Le 31 mai 1968, Sherwin est engagé pour réécrire son script sous le nom provisoire de "The Space Trap" et prévu être tourné au début de l'année 1969. À l'origine Eleek devait s'appeler Avrik et le Dynotrope était le Dynotron. 
Sur le planning originel, l'épisode devait se placer après deux épisodes nommé "The Dreamspinner" (de Paul Wheeler) et "The Prison in Space" (un épisode de Dick Sharples se déroulant dans une planète prison dirigée par des femmes et prévu pour un autre compagnon que Jamie) qui furent tous les deux abandonnés et "The Space Trap" fut mis en production le 7 octobre 1968 et trouva son nom de "The Krotons" même si le réalisateur David Maloney ne le jugeait pas suffisamment bon.

### Casting
- Philip Madoc réapparaîtra dans un rôle complètement différent à la fin de la saison dans « The War Games ».
- Robert La'Bassiere est un pseudonyme de l'acteur Robert Grant.

### Tournage
Le tournage s'est déroulé en grande partie dans les carrières de Tank Quarry et West of England dans les collines de Malvern,,
. Ce tournage marque un changement dans la production des épisodes de Doctor Who en accordant une semaine supplémentaire au tournage de chaque "sérial" ainsi que la décision de réduire le nombre d'épisode lors des "blocks de tournages." Un tournant apprécié par Patrick Troughton qui estimait le tournage de la série très prenant. 
Le réalisateur assigné à cet épisode fut David Maloney, déjà  réalisateur sur l'épisode « The Mind Robber » Les tournages en extérieur, figurant la surface de la planète, eurent lieu le 10 novembre et 11 novembre 1968 dans les carrières de l'ouest de l'Angleterre des Malvern Hills. Les scènes de maquettes furent filmées du 12 au 14 novembre dans les studios de télévision d'Ealing. 
Comme toujours, les épisodes furent répétés toute la semaine avant d'être enregistrés d'un seul tenant dans la journée du vendredi dans les studios D de Limegrove. Le tournage débuta le 22 novembre 1968 et la première partie fut filmée sur des bandes 35 mm au lieu des habituelles cassettes vidéo 16 mm. Le tournage fut bouclé le 13 décembre 1968.

## Diffusion et Réception
| Épisode | Date de diffusion | Durée | Téléspectateurs en millions | Archives            |
| --- | ----------------- | ----- | --------------------------- | ------------------- |
| Épisode 1 | 28 décembre 1968  | 23:00 | 9                           | Film 16 mm et 35 mm |
| Épisode 2 | 4 janvier 1969    | 23:03 | 8,4                         | Film 16 mm          |
| Épisode 3 | 11 janvier 1969   | 21:47 | 7,5                         | Film 16 mm          |
| Épisode 4 | 18 janvier 1969   | 22:39 | 7,1                         | Film 16 mm          |
| Diffusé en quatre parties du 28 décembre 1968 au 18 janvier 1969, l'épisode fit entre 9,0 et 7,1 millions de téléspectateurs, un bon score pour la série |                   |       |                             |                     |

À l'époque de la première diffusion de cet épisode, les retours sont plutôt positifs : certains spectateurs apprécient le côté spatial et estiment qu'il s'agit d'une très bonne histoire de science-fiction conforme à ce qu'ils attendent de Doctor Who. Néanmoins, certaines voix contradictoires se font entendre, sur la répétitivité de la série, l'absence d'histoire dans le passé et le manque d'action. 
Néanmoins la critique moderne a tendance à estimer cet épisode comme très basique et assez empreint des idées de l'époque. (Le site de la BBC liant une des inspirations potentielle de cet épisode aux événements français de Mai 68.) Selon les critiques du livre "Doctor Who, the Television Companion" les aspects visuels de cet épisode sont pauvres, les personnages sont sans consistance, mis à part Eleek,remarquable car joué par Philip Madoc, et Beta qui exprime une joie communicative à l'idée de faire de la chimie. Ils louent néanmoins la musique additionnelle pleine de "bips robotiques" de Brian Hodgson et la voix des Krotons. Dans le "TARDIS Volume 6 Numéro 5 de janvier 1982, Ian K. McLachlan explique qu'il s'agit d'un des épisodes de la période "Troughton" les plus "pauvres", tant l'histoire y est tout simplement moyenne.
L'épisode fut rediffusé de façon quotidienne du 9 au 12 novembre 1981, sur la BBC2 dans le programme "The Five Faces of Doctor Who" destiné à combler le trou entre la saison 18 et la saison 19. À cette époque, il s'agissait du seul épisode en 4 parties avec Patrick Troughton encore existant dans les archives de la BBC.

## Novélisation
L'épisode fut novélisé sous le titre de "The Krotons" par Terrance Dicks et sortit en juin 1985 sous le numéro 99 de la collection Doctor Who des éditions Target Book. Aucune traduction n'en a été faite à ce jour. Il fut aussi réédité en septembre 1987 chez Star Classics Édition dans une édition double contenant cet épisode ainsi que "The Dominators." 

## Édition VHS, CD et DVD
L'épisode n'a jamais été édité en français, mais a connu plusieurs éditions au Royaume-Uni, États-Unis et au Canada.
- L'épisode est ressorti un coffret VHS en février 1991.
- La bande son de l'épisode est sortie en CD en novembre 2008.
- L'épisode est sorti en DVD en juillet 2012 avec une restauration de la première partie[7]. Il inclut des commentaires audio de l'équipe technique ainsi que des acteurs Philip Madoc (Eelek), Richard Ireson (Axus) et Gilbert Wynne (Thara), un documentaire sur le jeu de Patrick Troughton en second Docteur, une interview de Frazer Hines et quelques bonus complémentaires.

## Bande originale
Une B.O. de la musique additionnelle de l'épisode composée par Brian Hodgson est sortie en C.D. avec une édition vinyle limitée quelques semaines plus tard.